# Саломатино (посёлок железнодорожной станции)
Саломатино — пристанционный посёлок в Камышинском районе Волгоградской области России, в составе Саломатинского сельского поселения. Посёлок расположен примерно в 40 км восточнее районного центра города Камышина.

## История
Основан как посёлок железнодорожных рабочих, обслуживавших станцию Соломатино на линии Саратов I — Иловля II Волгоградского отделения Приволжской железной дороги. Линия Саратов I — Иловля II (также известная как Волжская рокада) построена в прифронтовых условиях в 1942 году. Станция получила название по ближайшему к станции селу Саломатино.
На момент основания населённый пункт относился к Камышинскому району Сталинградской области (с 1961 года — Волгоградской области). В Списке населенных пунктов Сталинградской области на 01 апреля 1945 года населённый пункт был указан как "Саламатинский разъезд ж.д."

## Население
Динамика численности населения
| 1987 | 2002 |
| ---- | ---- |
| ≈80  | 35   |

| 2010 |
| ---- |
| 23   |